# Глинка (Красноярский край)
Глинка — деревня в Шарыповском районе Красноярского края России. Входит в состав Новоалтатского сельсовета.

## География
Деревня расположена в 37 км к северу от районного центра Шарыпово.

## История
Основана в 1875 г. В 1926 году состояла из 165 хозяйств, основное население — русские. В административном отношении являлось центром Глинского сельсовета Берёзовского района Ачинского округа Сибирского края.

## Население
| 1926 | 2010 |
| ---- | ---- |
| 1040 | ↘165 |

Гендерный состав
По данным Всероссийской переписи населения 2010 года 6 мужчин и 89 женщин из 165 чел.